# Résistance (Star Wars)
Armée apparaissant dans
Star Wars.
28 ap. BY – 
Histoire et évènements
Généraux
 Empire galactique
 Alliance rebelle
La Résistance est une organisation militaire privée apparaissant dans l'univers de Star Wars.

## Histoire

### Fondation de la Résistance
Leia Organa, générale de l'Alliance rebelle (qui n'a plus eu lieu d'être après la chute de l'Empire galactique) est devenue sénatrice de la Nouvelle République. Alors que l'action politique du Sénat est entravée par des rivalités politiques, Leia est visée par un attentat. Enquêtant sur les origines de cette attaque, elle découvre qu'une faction lourdement armée se met en place : le Premier Ordre, organisation née des cendres de l'Empire. 
Leia Organa décide de la création d'une armée secrète pour surveiller les agissements du Premier Ordre, qui est le principal antagoniste du film Le Réveil de la Force. 
La plupart des représentants de la Nouvelle République tolèrent la Résistance tout en regardant Organa et ses combattants comme des marginaux obsédés par le passé dont les actions pourraient provoquer une guerre avec le Premier Ordre. Pour subvenir aux besoins d'argent, de vaisseaux et d'équipements, le mouvement bénéficie du soutien de rares sénateurs républicains ou de forces de sécurité locales qui partagent les mêmes craintes qu'Organa. De nombreux officiers du commandement de la Résistance sont des vétérans de la Guerre civile galactique, ce qui explique le retour du personnage de l'amiral Ackbar.

## Personnalités
- Leia Organa

Un des plus grands généraux de l'Alliance rebelle, la princesse et sénatrice Leia Organa a dédié sa vie à l'anéantissement de l'Empire, dont Dark Vador, son père, était une des figures les plus maléfiques. Lors de la Nouvelle République, elle fut mise de côté par les nouveaux dirigeants et se focalisa sur le Premier Ordre. Son investissement dans sa nouvelle organisation lui valut la perte de son mari Han Solo, avec qui elle eut Kylo Ren.
- Amiral Ackbar

Il servit en tant que capitaine de l'armée de Mon Cala, sa planète d'origine, durant la Guerre des clones. Il rejoignit ensuite l'Alliance rebelle et mena à bien l'assaut contre la seconde Étoile de la mort de l'Empire. Il fut promu Grand Amiral de la Nouvelle République après la bataille d'Endor et participa à la bataille de Jakku. Il finit par se retirer sur sa planète d'origine Mon Cala et fut accueilli comme un héros. La nouvelle menace croissante du Premier Ordre le fit rejoindre la Résistance. Il est tué avec les autres leaders de la Résistance dans Star Wars Episode VIII Les Derniers Jedi, seul Leia survit.
- Poe Dameron

Fils de deux membres de l'Alliance rebelle et commandant du corps de chasse de la Résistance (Resistance’s Starfighter Corps), il a vécu dans un contexte de guerre du côté des rebelles. Désormais pilote aguerri, il est décoré pour ses missions à bord des X-wings et a gagné la confiance de Leia Organa. Il se dit capable de piloter n'importe quel engin. Après la mort de Leia Organa, il est nommé Général de la Résistance, un poste qu'il partagera avec Finn.
- Finn

Grâce à son courage pour avoir déserté le Premier Ordre et à ses informations pour aider à la destruction de Starkiller. Finn est devenu un héros au sein de la Résistance. Il est nommé Général de la Résistance par Poe Dameron, à la suite de la mort de Leia Organa.

## Armée de la Résistance
Les troupes de la Résistance ne sont pas nombreuses mais sont bien entraînées et bien équipées pour faire face au Premier Ordre. Utilisant des tactiques de frappe rapide, notamment grâce aux X-wings, cadeaux de la Nouvelle République, la Résistance peut engager des combats contre les Chasseurs TIE du Premier Ordre,. L'armée de la Résistance est située sur la planète D'Qar, localisée en Bordure extérieure. Il s'agit d'une planète où l'Alliance rebelle disposait d'une base, même si elle fut très peu utilisée dans la guerre contre l'Empire. Le choix de cette planète a été effectué par la générale Leia Organa en raison du faible nombre d'espèces vivantes et de l'épais couvert végétal qui permet de dissimuler les installations de la Résistance. À la suite de la destruction de la base Starkiller, le Premier Ordre détruit le quartier général des rebelles et chasse les rescapés à bord de ses croiseurs, jusqu'à la bataille sur la planète Crait où l'intervention de Luke Skywalker et du Faucon Millenium donne le temps aux derniers survivants de s'échapper.

## Événements dans les films

### Le Réveil de la Force
Dans Le Réveil de la Force, les craintes de la Résistance s'avèrent fondées avec la montée en puissance du Premier Ordre sous la houlette du suprême leader Snoke, du maléfique Kylo Ren et du commandant des stormtroopers et de la planète-arme Starkiller, le général Hux. Leia Organa envoie son meilleur pilote, Poe Dameron, sur la planète Jakku afin qu'il mette la main sur un fragment de carte qui permettrait de retrouver son frère jumeau Luke Skywalker, le dernier Jedi en vie seul à même d'aider la Résistance dans sa lutte déséquilibrée. Après moult péripéties, Han Solo, qui a eu avec Leia un enfant du nom de Ben, lequel a basculé du côté obscur de la Force sous le nom de Kylo Ren, la rejoint sur la base de la Résistance, alors que le Premier Ordre a utilisé l'arme qui tire son énergie d'un soleil pour anéantir la République et le Sénat Galactique en pulvérisant le système planétaire de Hosnian. Le général Hux prépare maintenant Starkiller pour détruire la base de la Résistance. Han Solo, Chewbacca et Finn s'infiltrent sur Starkiller où la jeune héroïne Rey était retenue prisonnière mais a réussi à s'échapper à l'aide de la Force. Tandis qu'un escadron de X-Wings mené par Poe Dameron bombarde la planète-arme, Solo et Chewbacca disposent des explosifs à l'intérieur, ce qui mène à sa destruction, non sans que Kylo Ren ait assassiné son père Han Solo, le personnage maléfique étant ensuite vaincu par Rey dans un combat au sabre Laser. Il sera récupéré par Hux à la demande de Snoke qui désire « achever sa formation ». La Résistance fête ensuite sa victoire, le droïde R2-D2 qui restait en veille depuis la disparition de Luke Skywalker se réactive, et la carte est enfin complétée. Ainsi, Rey part retrouver le vieux Jedi et lui tend son sabre laser, ce qui constitue l'ultime image du film.

### Les Derniers Jedi
Dans Les Derniers Jedi, la Résistance se voit forcer d'évacuer sa base à la suite de l'apparition de plusieurs destroyers impériaux et d'un nouveau cuirassé. A bord du croiseur, la général Organa insiste impuissante a la destruction de la base et la mort de centaine de Résistants. De son côté, le pilote Poe Dameron contacte le général Hux pour tenter de gagner du temps pendant que son chasseur atteigne la capacité d'attaquer. Une fois la capacité acquise, Dameron se lance dans l'assaut du cuirassé. Avec la destruction de ses canons les bombardiers passent à leur tour à l'attaque pour aider Poe à la destruction du vaisseau, au cours de laquelle tous les bombardiers sont détruits, le dernier n'ayant le temps de larguer ses bombes que de justesse. La flotte de la résistance passe en vitesse lumière. A bord du croiseur, Leia dégrade Poe pour avoir sacrifié la flotte de bombardier, et Finn se réveille et demande des nouvelles de Rey à Poe. La flotte sort de vitesse lumière et est suivi quelques secondes plus tard par celle du Premier Ordre, dont le Suprémacy, le vaisseau amiral de Snokke et la capitale mobile du Premier Ordre. Finn pense qu'ils utilisent un traqueur-hyper-espace. Leia autorise Poe à riposter mais le hangar est détruit par Kylo Ren, la passerelle est elle détruite par les chasseurs TIE, tuant les leaders de la Résistance et laissant Leia dans le vide spatial. Elle utilisera la force pour retourner à bord du vaisseau et sera conduite à l'infirmerie. La vice-amirale Amilyn Holdo prend le commandement et entame un bras de fer avec Poe. Alors que Finn tente de fuir, il est intercepté par Rose Tico qui le capture. Le duo trouvera un moyen de neutraliser le traqueur et Poe prendra la décision avec plusieurs rebelles comme le lieutenant Connix d'envoyer Finn, Rose et BB-8 en mission secrète. Les Résistants perdent de plus en plus de vaisseaux, Poe décide de passer à l'action et découvre que la vice-amirale charge le carburant dans les navettes de transports. Avec l'aide de son groupe, Poe reprend le commandement et s'empare de la passerelle. La vice-amirale reprend le dessus dans le hangar et, aidée de Leia, neutralise Poe. La vice-amirale décide de rester sur le croiseur pour couvrir la fuite des 400 rebelles à bord des navettes. Lorsque Poe se réveille, Leia lui révèle que la flotte se dirige vers une ancienne base rebelle où ils enverront un signal pour appeler leurs alliés. Les navettes se font détruire une à une, la vice-amirale se sacrifie en envoie son vaisseau en vitesse lumière sur la flotte impérial lui infligeant d'énormes dégâts. Cela permet aux rescapés de se poser sur la planète. Leia utilise son code personnel pour appeler ses alliés. Finn, Rose et BB-8 réussissent à rentrer dans la base à bord d'une navette impériale. Le Premier Ordre envoie des TB-TT, un canon bélier et des troupes. Quand les Résistants comprennent que leurs alliés ne viendront pas Leia riposte avec une équipe au sol et des vieux speeders chargé de détruire le canon. Mais les speeders ne firent pas le poids malgré l'arrivée du Faucon Millenium. L'arrivée de Luke redonne l'espoir aux Résistants mais Poe comprend qu'il leur donne le temps de s'enfuir avec l'aide des chiens en cristal qu'ils suivent à travers une mine, et de Rey qui dégage pour eux à l'aide de la Force un éboulement de rochers qui leur barrait la sortie. Les survivants s'enfuient dans le Faucon qui quitte la planète.

## Commentaires
Dans les rangs de la Résistance, on peut également mentionner la présence du lieutenant Kaydel Ko Connix, personnage interprété par Billie Lourd, la fille de Carrie Fisher, l'interprète de la princesse Leia.